# TRACECA
TRACECA (acronimo di TRAnsport Corridor Europe-Caucasus-Asia) è un'organizzazione internazionale di cooperazione economica costituita da 14 Stati dell'Europa orientale, del Caucaso e della regione dell'Asia centrale fondata nel 1998 con l'Accordo Multilaterale sul Trasporto internazionale per lo sviluppo del Corridoio di Trasporto Europa-Caucaso-Asia.

## Origini
TRACECA è stata istituita nel maggio 1993, con la firma dell'accordo multilaterale sui trasporti internazionali per lo sviluppo di iniziative di trasporto (compresa la creazione e lo sviluppo di un corridoio stradale) tra gli Stati membri dell'UE, il Caucaso e i paesi dell'Asia centrale. Il programma sostiene l'indipendenza politica ed economica delle ex repubbliche dell'Unione Sovietica migliorando il loro accesso ai mercati europei e globali attraverso strade, ferrovie e mare. Gli obiettivi del TRACECA sono stati sottolineati dall'Iniziativa di Baku del 2004, seguita da un'ulteriore conferenza ministeriale a Sofia, in Bulgaria, nel 2006.

## Membri
Unione europea
     Stati partecipanti alla TRACECA
     Accordo TRACECA firmato, ma non ancora partecipante

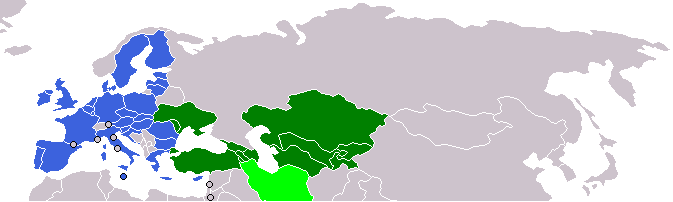
Unione europea
Stati partecipanti alla TRACECA
Accordo TRACECA firmato, ma non ancora partecipante

Attualmente i seguenti stati partecipano al programma TRACECA:
- Armenia
- Azerbaigian
- Bulgaria
- Georgia
- Kazakistan
- Kirghizistan
- Iran
- Moldavia
- Romania
- Tagikistan
- Turchia
- Turkmenistan
- Ucraina
- Uzbekistan

Più i 27 stati membri dell'
- Unione europea

L'Iran ha ufficialmente aderito al TRACECA nel 2009 dopo che la richiesta è stata accettata durante la riunione di settembre di quell'anno. Tuttavia, dal 2010 l'assistenza tecnica relativa al progetto non è stata fornita all'Iran a causa della sicurezza delle Nazioni Unite e delle sanzioni dell'UE.
A luglio 2016, la Grecia ha annunciato che stanno prendendo in considerazione l'adesione alle attività di TRACECA come osservatore.

## Segretario generale
Il Segretariato Permanente è stato creato nel marzo del 2000 con sede a Baku, Azerbaigian. Inaugurato il 21 febbraio del 2001 con la partecipazione del presidente dell'Azerbaijan Heydər Əliyev, oltre a Javier Solana, Chris Patten, Anna Lindh. Il primo eletto come Segretario Generale fu un rappresentante della Georgia, l'ambasciatore Zviad Kvatchantiradze.
| № | Segretario generale   | Durata mandato | Paese d'origine |
| - | --------------------- | -------------- | --------------- |
| 1 | Zviad Kvatchantiradze | 2000–2002      | Georgia         |
| 2 | Abdurashid Tagirov    | 2002–2003      | Uzbekistan      |
| 3 | Lyudmila Trenkova     | 2003–2006      | Bulgaria        |
| 4 | Rustan Jenalinov      | 2006–2009      | Kazakistan      |
| 5 | Jantörö Satıbaldiev   | 2009–2011      | Kirghizistan    |
| 6 | Eduard Biriucov       | 2011–2014      | Moldavia        |
| 7 | Mircea Ciopraga       | 2015–2019      | Romania         |
| 8 | Asset Assavbayev      | 2019-in carica | Kazakistan      |

## Progetti
TRACECA ha cinque gruppi di lavoro: trasporto marittimo, aeronautico, stradale e ferroviario, sicurezza dei trasporti e infrastrutture di trasporto. Tra i suoi progetti specifici c'era la creazione di un nuovo ponte per sostituire e proteggere l'antico ponte rosso, che si trova tra la Georgia e l'Azerbaijan.